# Shrraddha Pandit
Shrraddha Pandit (n. 14 de julio de 1974, Mumbai), es una cantante de playback de la India.

## Carrera
Shraddha nació y creció en Mumbai y pertenece a una familia numerosa de exitosos músicos, cantantes, productores musicales y actores. Shrraddha ha interpretado temas musicales escritas y compuestas por famosos compositores como A. R. Rahman, Anu Malik, Salim-Sulaiman y Sajid-Wajid. Ella interpretó temas musicales para Jatin Lalit, para cuatro de sus películas de taquilla como Khamoshi (1996), Khoobsurat (1999), Raju Chacha (2000), Kehtaa Hai Dil Baar Baar (2002). Sus dos hermanos también han tenido una carrera exitosa en la industria del Bollywood, su hermana, Shweta Pandit, también es cantante de playback y su hermano Yash Pandit, es un famoso actor de cine y televisión. Ella cantó por primera vez para una película titulada "Khamoshi", que cosechó desde entonces cierto éxito cuando interpretó una canción para una película titulada "Dev", con el tema musical titulado 'Rang Deeni', convirtiéndose una de las canciones más populares del cine Hindi en el 2004 dentro de la India. Shrraddha recientemente lanzó un álbum titulado "Teri Heer", donde ha escrito y compuesto muchas canciones por ella misma.

## Filmografía y como cantante de playback
- Khamoshi: The Musical (1996)
- Sangharsh (1999)
- Khoobsurat (1999)
- Raju Chacha (2000)
- Shararat (2002)
- Kehtaa Hai Dil Baar Baar (2002)
- Dev (2004)
- Deewaar (2004)
- Fareb (2005)
- Black & White (2008)
- Delhi-6 (2009)
- Band Baaja Baaraat (2010)
- Love Breakups Zindagi (2011)
- Aazaan (2011)
- Ladies vs Ricky Bahl (2011)
- Jodi Breakers (2012)
- Denikaina Ready (2012)
- Satyagraha – Democracy Under Fire (2013)